# ماركوس هانسون (متسابق دراجات نارية)
ماركوس هانسون (بالسويدية: Marcus Hansson)‏ هو متسابق دراجات نارية سويدي، ولد في 18 أكتوبر 1969 في بوروس في السويد.